# Мого (хоккейный клуб)
Мого (латыш. MOGO) — хоккейный клуб, выступающий в латвийской лиге. Основан в 2014 году. Домашняя арена клуба — ледовая арена «Inbox.lv» в волостном центре Пиньки.

## История
Хоккейный клуб «Мого» дебютировал в Латвийской лиге в сезоне 2014/15, в первом же сезоне став чемпионом Латвии. Принимал участие в розыгрыше Континентального кубка-2016, где дошёл до третьего раунда. В 2016 году команда стала обладателем кубка Латвии, в финале переиграв «Курбадс» со счётом 4:3. В 2018 году «Мого» опять выиграл кубок Латвии, победив «Курбадс» со счётом 3:2 в овертайме.

## Достижения
- Чемпионат Латвии по хоккею с шайбой:
  - Победители (1)  : 2015